# 褡裢
褡裢是中国古时人们出行时使用的一种装钱物的口袋。褡裢的形状为长方形，中间有一开口，使得两边各为一个袋子。小的褡裢可以挂于腰带，而较大的褡裢则可以搭在肩上。

## 相关事物
- 褡裢火烧：著名的北京小吃，因为形似褡裢，故得其名。
- 大连：有一种说法认为“大连”这一地名来源于大连外形似褡裢的海湾，后谐音为大连。[1]
- 中国摔跤：中国民间摔跤中，摔跤者所穿特制的短上衣也被称为褡裢。